# Bonaspeia eriocephalus
Bonaspeia eriocephalus är en insektsart som beskrevs av Timothy M. Cogan 1916. Bonaspeia eriocephalus ingår i släktet Bonaspeia och familjen dvärgstritar. Inga underarter finns listade i Catalogue of Life.